# 中心街街道
中心街街道，是中华人民共和国山東省枣庄市市中区下辖的一个乡镇级行政单位。

## 行政区划
中心街街道下辖以下地区：
铁西社区、新风里回族社区、马宅子社区、公园社区、大观园社区、中兴社区、香港街社区和薛庄社区。